# Gastroskopie

Vyšetřovací metoda gastroskopie

Gastroskopie je lékařská vyšetřovací metoda, která využívá optického přístroje – endoskopu (nazývaného gastroskop) k vyšetření horní části zažívacího traktu – jícnu, žaludku a horní části dvanáctníku. Dnes je hlavní vyšetřovací metodou při podezření na nemoci těchto orgánů. V současné době je možné pomocí gastroskopu také provést řadu léčebných zákroků.

## Historie
První gastroskop k vyšetření žaludku zkonstruoval Adolph Kussmaul v roce 1868. Jednalo se o rigidní tubus, při jehož konstrukci se inspiroval polykači mečů. Krom obtížného zavádění byl problém, jak dostatečně žaludek osvětlit. Jako zdroj se používaly svíčky. Rigidní gastroskopy se příležitostně používaly v první polovině 20. století, kdy byly zavedeny také semiflexibilní přístroje obsahující kloub, který usnadňoval zavedení. Většího rozšíření však pro uvedená omezení nedosáhly.
Přelomem byla druhá polovina padesátých let dvacátého století, kdy se objevily flexibilní gastroskopy. První takový přístroj představil Basil Hirschowitz v roce 1957 na schůzi Americké gastroenterologické společnosti. Flexibilní přístroje jsou tvořeny ohebnou „hadicí“ s řiditelným koncem, v níž obraz je přenášen soustavou světelných vláken s využitím jevu totální reflexe. Na zevním konci je vybaven okulárem, v němž se obraz opět skládá. Hirschowitz v roce 1963 svůj přístroj zdokonalil, když jej obohatil o zdroj studeného světla, které je na konec přístroje přiváděno druhým svazkem optických vláken. Přístroj byl také vybaven kanálem k odběru vzorků. Takový přístroj byl již dobře využitelný a rychle se rozšířil.
V osmdesátých letech se objevily videogastroskopy, u nichž je obraz na konci přístroje snímán čipem – CCD senzorem a elektronicky přenášen. Umožňuje tak další zpracování obrazu a jeho pohodlnější sledování na monitoru. Videogastroskopy dnes prakticky nahradily starší vláknové přístroje. Moderní přístroje jsou vybaveny širším pracovním kanálem, který umožňuje zavádění větších a složitějších instrumentů.

## Před gastroskopií
Před vyšetřením sdělte lékaři, jaké léky užíváte. Tato informace je velmi důležitá v případě, že berete léky proti srážlivosti krve (Acylpyrin, Warfarin). Pokud trpíte infekcí v ústní dutině či hltanu (angína), vyšetření se musí odložit. Při gastroskopii musí být pacient na lačno – tedy několik hodin bez jídla, ale také kouření a alkoholu. Pokud musíte brát ráno léky, předem se poraďte se svým lékařem.

## Průběh vyšetření

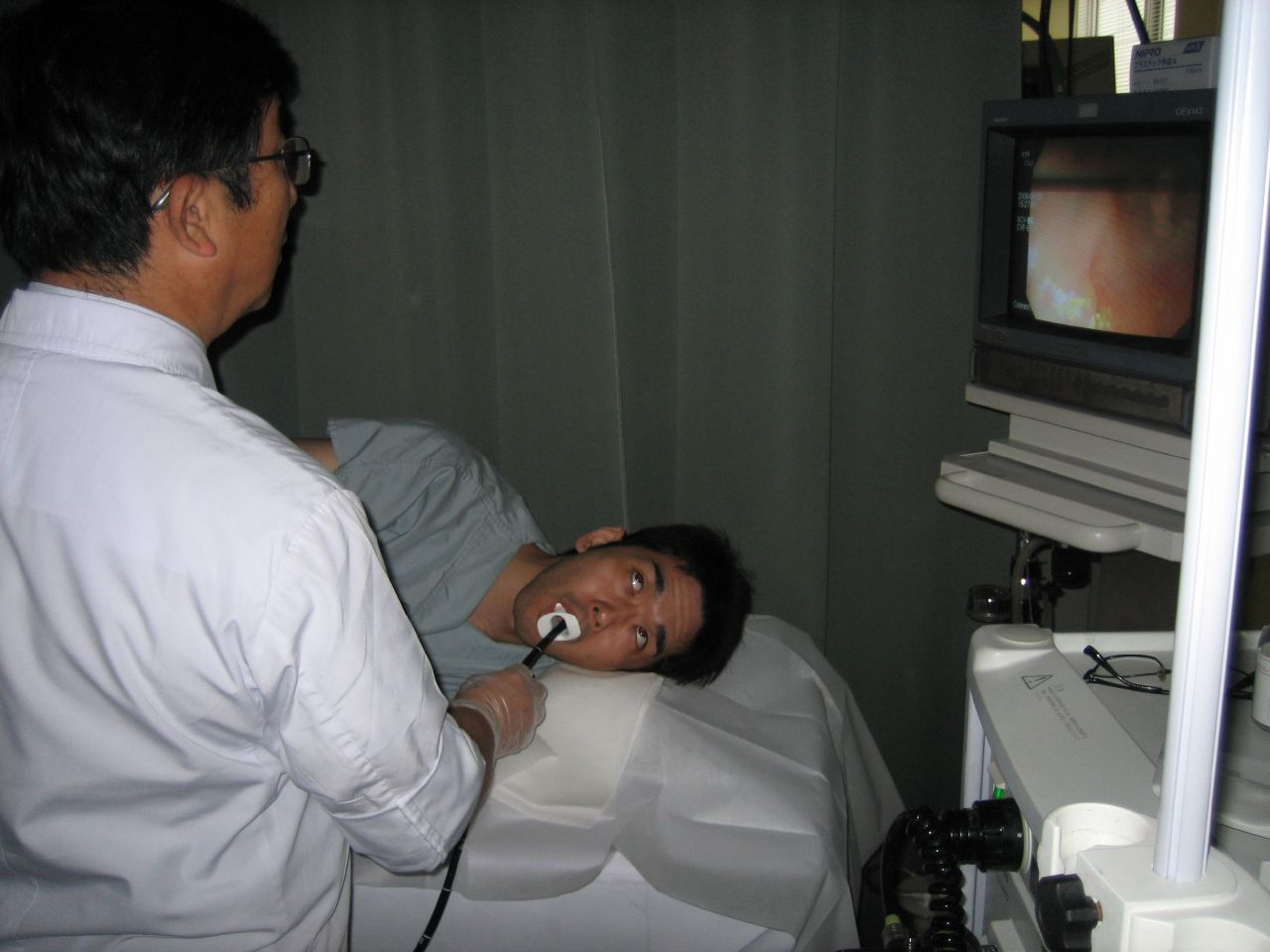
Výkon gastroskopie, vleže

V místním znecitlivění hltanu nebo často bez něj je konec ohebného přístroj zaveden za kořen jazyka a pacient je vyzván k polknutí, čím se otevře horní jícnový svěrač a přístroj je zaveden volně do jícnu, následně pod optickou kontrolou do žaludku a dále do dvanáctníku. Vyšetření vyžaduje, aby byl pacient lačný, čímž se zabezpečí, aby vyšetřované části zažívacího traktu byly prázdné, resp. obsahovaly jen menší množství tekutiny (trávicí šťávy), které lze při vyšetření odsát. Je to důležité pro přehlednost a také pro minimalizaci rizika aspirace (vdechnutí žaludečního obsahu do plic).
Podrobněji jsou jednotlivé části prohlíženy během vytahování, kdy je také možno odebírat drobnými klíšťkami, zavedenými pracovním kanálem, vzorky k vyšetření histologickému či mikrobiologickému.
Pokud bylo nemocnému před vyšetřením podáno místní znecitlivění, nesmí přibližně dvě hodiny po něm jíst ani pít. Omezení příjmu jídla je také vhodné po odběru vzorků a je nutné po léčebných zákrocích. Jinak samotné vyšetření bez podání znecitlivující látky pacienta v příjmu jídla a tekutin neomezuje. Vyšetření je samozřejmě možno podle potřeby opakovat.

## Komplikace
Samotná gastroskopie je metoda s malým rizikem poškození pacienta, které se pohybuje do 0,1 procenta. Vyšší riziko komplikací je u léčebných zákroků prováděných při gastroskopii, a to v závislosti na typu a rozsahu výkonu.
Možnými komplikacemi jsou krvácení, perforace (proděravění) zažívacího ústrojí, aspirace (vdechnutí žaludečního obsahu) vedoucí k zápalu plic nebo srdeční a oběhové potíže.

## Využití

### Diagnostická gastroskopie
Slouží ke stanovení diagnózy nemocí horní části trávicího ústrojí a provádí se při podezření na ně nebo jako kontrola léčby. Nejčastějšími důvody bývají nejasné bolesti horní části břicha, opakované zvracení, zvláště zvracení čerstvé nebo natrávené krve (hemateméza, ale také při odchodu černé stolice s natrávenou krví, která je také známkou krvácení do horní části trávicího ústrojí), chronické zažívací obtíže, pálení žáhy, nejasné bolesti na hrudníku, bolesti při polykání, obtížné polykání. Také patří do spektra vyšetření prováděných při nejasné příčině chudokrevnosti, váhovém úbytku, u pacientů s cirhózou jater slouží k vyloučení jícnových varixů, při podezření na céliakii k odběru vzorků ze sliznice hlubší části dvanáctníku a v řadě dalších méně častých indikací.
Z nemocí, které vyžadují opakované gastroskopické vyšetření v časovém odstupu nebo sledování v pravidelných intervalech, jsou to zejména žaludeční vředy, polypy i po jejich odstranění, stavy po léčbě rakoviny žaludku nebo jiné zhoubné nádory, jícnové varixy, těžší formy refluxní nemoci jícnu, achalázie nebo stavy po poleptání jícnu.

### Léčebná (terapeutická) gastroskopie
Metoda dnes umožňuje provádění řady léčebných výkonů:
- endoskopická polypektomie – odstranění polypů (slizničních výrůstků) pomocí elektrické kličky
- zástava krvácení – pomocí různých metod – naložení svorek (klipů) na krvácející cévu, tepelné stavění krvácení pomocí termokoagulace, opich krvácejícího místa adrenalinem (vede k místnímu stažení cév) nebo vyplnění krvácejícího varixu žaludku tkáňovým lepidlem
- léčba jícnových varixů – metodou ligace (při ní dochází k nasátí varixu do nástavce na konci endoskopu a naložení gumičky na jeho krček, čím se vytvoří pupen, který nakonec zvazivovatí) nebo sklerotizace (do varixu a jeho okolí je aplikovaná látka dráždící stěnu varixu, který trombotizuje a následně se vazivově změní.)
- vytahování cizích těles, která byla polknuta
- endoskopická dilatace stenóz – rozšíření zúženého místa pomocí opakovaného nafouknutí balónku, využívaná při zúžení jícnu při achalázii, těžké formě refluxní nemoci jícnu nebo zúžení pyloru
- perkutánní endoskopická gastrostomie (PEG) – umělé vytvoření komunikace žaludku se zevním prostředím, pomocí které lze katetrem podávat do žaludku výživu při neprůchodnosti jícnu nebo těžkých nemocech jícnu a hltanu
- endoskopická drenáž pseudocyst slinivky břišní – umožní vyprázdnění obsahu dutiny (pseudocysty) po zánětu slinivky do žaludku nebo dvanáctníku
- zavádění žaludečního balónku při léčbě obezity
- NOTES – nová metoda umožňující provádění některých chirurgických výkonů v dutině břišní přes žaludek